# Miguel Jacquet
Miguel Isaías Jacquet Duarte (Asunción, 20 de mayo de 1995) es un futbolista paraguayo. Juega de defensa en Club Libertad Asunción de la Primera División de Paraguay.

## Clubes
| Club                   | País      | Año           |
| ---------------------- | --------- | ------------- |
| Nacional               | Paraguay  | 2014-2019     |
| Godoy Cruz             | Argentina | 2019-2020     |
| Nacional               | Uruguay   | 2020          |
| 12 de Octubre          | Paraguay  | 2021          |
| Nacional               | Paraguay  | 2022          |
| Platense               | Argentina | 2023-2024     |
| Club Libertad Asunción | Paraguay  | 2024-presente |